# Пароль знали двое
«Пароль знали двое» — советский художественный фильм режиссёра Николая Ли́туса, снятый в 1985 году на студии им. Довженко
Премьера фильма состоялась в январе 1986 года. Количество зрителей в СССР — 13 200 000 чел.

## Сюжет
Действие фильма разворачивается в 1920-х годах. Белоэмигрант граф Кабардин, уехавший во Францию накануне Октябрьской революции, посылает на родину полковника Лаврова с целью привезти в Париж дочь Ирину. Но за это время она вышла замуж за чекиста Андрея Славинского и перешла на сторону революции. После одной из операций Андрей не вернулся домой, а под видом белогвардейского поручика был послан во Францию с целью проникновения в белоэмигрантскую среду. Ирина, решив, что муж погиб, продолжала помогать чекистам. По поручению Председателя ВЧК она отправляется во Францию вместе с полковником Лавровым, с задачей связаться с агентом чекистов Мишелем Лимбарским, которым на самом деле является её муж Андрей Славинский.

## В ролях
- Ирина Алфёрова — Ирина Кабардина
- Ариста́рх Лива́нов — Андрей Славинский / Мишель Лимбарский, чекист
- Борис Соколов — Владислав Константинович Лавров, белый полковник-контрразведчик
- Алексей Булдаков — Дмитрий Акимович Шипов, бывший ротмистр
- Степан Олексенко — Василий Николаевич Манцев, чекист
- Людмила Шевель — Ольга Павловна, участница белого подполья
- Николай Гринько — граф Александр Кабардин, один из руководителей белой эмиграции
- Константин Степанков — генерал Кутепов, председатель Русского общевоинского союза
- Людмила Сосюра — Анна Игнатьевна Урусова, княгиня, монахиня
- Андрей Подубинский — Игнат Ковров, связной, бармен ресторана «Александровская слобода»
- Вацлав Дворжецкий — председатель «шестёрки»
- Александр Костылев — Сердюк
- Владимир Талашко — Дягтеренко
- Осип Найдук — Лобов, участник белого подполья
- Сергей Подгорный — чекист работающий в зарубежном подполье
- Валерий Свищёв — эпизод
- Владимир Ткаченко — генерал Гусаковский
- Иван Постников — эпизод
- Виктор Полищук — эпизод
- Витольд Янпавлис — эпизод
- Людмила Гарница — эпизод
- Олег Титов — эпизод
- Александр Белина — эпизод
- О. Неварикаша — эпизод
- Л. Антипина — эпизод
- Николай Гудзь — эпизод
- Степан Донец — эпизод
- Александр Милютин — эпизод

## Съёмочная группа
- Режиссер-постановщик: Николай Ли́тус
- Сценарист: Михаил Канюка
- Оператор-постановщик: Валерий Рожко
- Художник-постановщик: Юрий Муллер
- Композитор: Владимир Дашкевич
- Песни: Булат Окуджава
- Второй режиссёр: Витольд Янпавлис
- Операторы: В. Родиченко, С. Корниенко
- Звукорежиссёр: Евгений Пастухов
- Монтаж: Р. Лорман
- Художники по костюмам: Эмма Беглярова , Н. Пастушенко
- Художник-гримёр: Алла Чуря
- Художники-декораторы: Евгений Питенин , Николай Почтаренко
- Оператор комбинированных съёмок: Николай Шабаев
- Редактор: Александр Шевченко
- Директор картины: Пётр Терещенко